# August Hlond
August Jozef Hlond S.D.B (Brzęczkowice, actual Mysłowice, Alta Silesia, Imperio Alemán 5 de julio de 1881 - Varsovia, República Popular de Polonia, 22 de octubre de 1948) prelado y religioso polaco, arzobispo de Poznan y Gniezno, posteriormente arzobispo de Varsovia y Gniezno y primado de Polonia durante la Segunda Guerra Mundial. Se destaca por ser el único cardenal de la iglesia católica detenido por los alemanes durante toda la guerra. Actualmente se encuentra en proceso de canonización, teniendo el estatus de venerable.

## Primeros años y carrera eclesiástica.
Nacido en el seno de una familia de clase media, y como segundo hijo de un empleado ferroviario, a los 12 años fue enviado a Turin en donde empezó su carrera sacerdotal con los salesianos. Después de concluir sus estudios en el seminario salesiano de Turín, y en la Pontificia Universidad Gregoriana, regresaría a Polonia en donde es ordenado.
Con el paso de los años, al padre Hlond se le confiarian responsabilidades enormes en el interior de la orden salesiana, en especial como administrador de las casas provinciales salesianas en Cracovia, Leopolis y Oświęcim, y con el advenimiento de la guerra administrador apostólico especial para la Alta silesia. Luego, la santa sede crea la diócesis de Katowice, siendo su primer obispo.

## Primado de Polonia

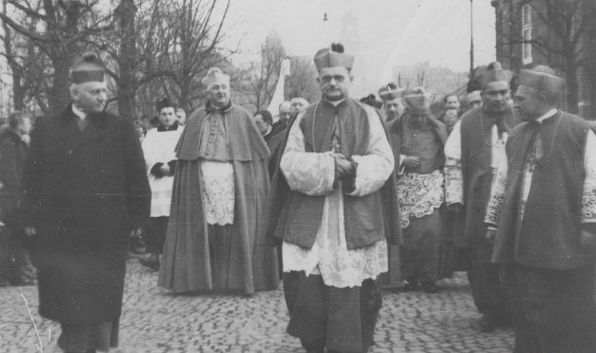
El cardenal Hlond con el episcopado polaco, en un congreso mariano en Cracovia.

Sin embargo, su nuevo cargo no dura mucho tiempo pues al año siguiente el papa Pio XI lo designa como nuevo Arzobispo de Gniezno y Poznan, y por tanto, primado de Polonia, sustituyendo al cardenal Edmund Dalbor, además de recibir el capelo cardenalicio al año siguiente, junto con el título de Santa María de la Paz. Al convertirse en la cabeza de la iglesia polaca, decide dirigir sus esfuerzos para reforzarla y así mismo fortalecerla frente a las pugnas políticas, definiendo una postura neutral que lo diferencia de la servilidad de algunos prelados como Kakowski o la hostilidad antigubernamental de otros como el príncipe-arzobispo Sapieha. En este mismo periodo, respalda y fortalece el trabajo pastoral de Acción Católica. Durante este mismo periodo, su fama de conciliador le permite ganar confianza en el seno del gobierno, especialmente por distanciarse tanto de la izquierda como de la derecha.
En 1932 funda la Sociedad de Cristo para la Diáspora Polaca en el Extranjero, la cual se encarga de brindar asistencia espiritual a la diaspora polaca en el mundo, especialmente en Estados Unidos. Durante este periodo de tiempo, el primado Hlond ejerce de manera directa influencia sobre la política polaca, en especial en cuestiones como el matrimonio civil y el divorcio, logrando bloquearlo de manera definitiva.

## Segunda Guerra Mundial
Durante la invasión a Polonia es herido durante un ataque aéreo a la estación de Sieldce, el 10 de septiembre de 1939. Consigue escapar atravesando la frontera rumana, y llega a Roma el 19 de ese mismo mes, siendo asilado en los muros de la santa sede. El presidente Ignacy Mościcki, asilado en Rumania lo propuso para la presidencia, pero Hlond rechazó esta propuesta, sin embargo también se le ofreció el puesto de primer ministro, rechazando también el cargo.
Durante su estancia en Roma, usó los micrófonos de Radio Vaticana para denunciar la ocupación de Polonia por los nazis, y suplicar por la liberación de Polonia. Usó todas sus influencias para que la situación fuera conocida de primera mano por las potencias occidentales. Sin embargo, con la inminencia de la guerra en Italia, decide ir a Francia en peregrinaje hacia el santuario mariano de Lourdes.

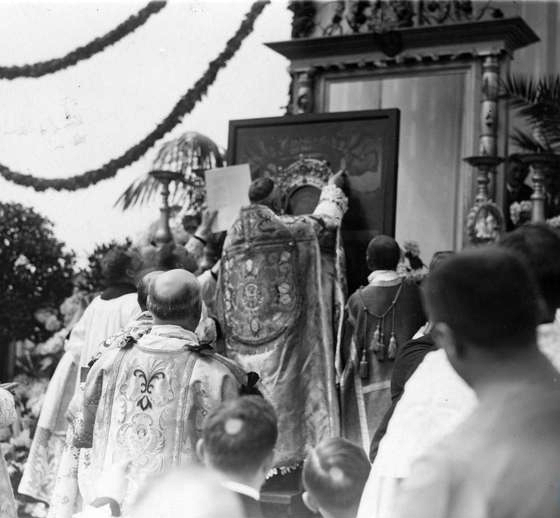
Coronación solemne de nuestra señora de Czechstohowa en Jasna Góra, en 1946 durante la consagración solemne de Polonia a la virgen. El cardenal Hlond presidió la ceremonna junto con el episcopado polaco sobreviviente a la guerra

### Detención a manos de la Gestapo
Entre 1940 y 1943 permaneció en Lourdes hasta que el gobierno colaboracionista de Vichy lo obliga trasladarse a la Abadía de Hautecombe, en las cercanías a Aix-les-Bains. Luego, la Gestapo lo arresta y lo pone en confinamiento, trasladandolo de inmediato a Paris. Durante el tiempo de su detención los alemanes le instarian a que sirviera a los esfuerzos de propaganda para debilitar la moral polaca, a lo cual se negó. Aun así, la jerarquía nazi difundió bulos difamatorios contra el primado Hlond para minar la moral polaca sin éxito. Hlond sería el único miembro del colegio de cardenales detenido por los nazis, e irónicamente, el único prisionero de guerra oficial de la Santa Sede durante la Segunda Guerra Mundial.
Durante toda su ausencia, la dirección del episcopado y la iglesia en Polonia recayó en manos del arzobispo de Cracovia, el príncipe Adam Stefan Sapieha.

## Liberación y últimos años
Después de la liberación de Francia a manos de los aliados, y haciendo caso omiso a las advertencias del gobierno en el exilio, el primado de Polonia regresa en 1946. Sin embargo, antes de su regreso, propone a la santa sede la división de la Unión ad personam de Poznan y Gniezno, y unir esta última a la Arquidiócesis de Varsovia, esto con el fin de acabar los conflictos existentes sobre la primacía, y así mismo suplir la vacante existente en Varsovia (debido a que el arzobispo Kakowski había fallecido en 1938 y no se había designado un sucesor, solo administradores interinos). Hlond se convierte entonces en Arzobispo de Varsovia y Gniezno en 1946. Al regresar, encuentra a la iglesia en Polonia completamente devastada tanto en su estructura como en sus templos. Junto con el arzobispo-príncipe Sapieha se decide reconstruirla.
Sorpresivamente, fallece en 1948. Es sepultado entre las ruinas de la Catedral de San Juan bautista de Varsovia. Como propuesta conjunta de Hlond y Sapieha, su sucesor en la sede primada de Varsovia sería el obispo de Lublin Stefan Wyszyński.

## Controversias.
Existen diferentes controversias sobre el rol de August Hlond en la Segunda Guerra Mundial. Mientras unos lo han visto como un héroe de la resistencia polaca, otros han criticado profundamente muchas de sus declaraciones y puntos de vista.[cita requerida]

### Controversias con losalemanes étnicos en Polonia
Después de la postguerra, presionó y expurgó a gran parte de los sacerdotes alemanes étnicos en los territorios de la antigua alta Silesia y Prusia Oriental. En esta reorganización tanto territorial como eclesiástica, varios obispos alemanes étnicos fueron expulsados: Carl Maria Splett y Maximilian Kaller fueron los prelados más destacados. El caso de Splett es controvertido, debido a que fue juzgado como colaborador de las autoridades ocupantes.[cita requerida]

### Antisemitismo
Otra controvesia existente, está vinculada a su antisemitismo. Una pastoral de 1936, firmada por Hlond durante el periodo de entreguerras decía: 
Mientras los judíos sigan siendo judíos, existe un problema judío y seguirá existiendo (...) Es un hecho que los judíos están librando una guerra contra la Iglesia católica, que están inmersos en el pensamiento libre y constituyen la vanguardia del ateísmo., el movimiento bolchevique y la actividad revolucionaria. Es un hecho que los judíos tienen una influencia corruptora sobre la moral y que sus editoriales están difundiendo pornografía. Es cierto que los judíos cometen fraude, practican la usura y se dedican a la prostitución. Es cierto que, desde un punto de vista religioso y ético, la juventud judía está teniendo una influencia negativa sobre la juventud católica en nuestras escuelas.
Sin embargo, en otra pastoral matiza sobre la violencia contra los judíos, rechazandola: 
Hay muchos judíos que son creyentes, honestos, justos, amables y filantrópicos. Hay un sentido de familia saludable y edificante en muchos hogares judíos. Conocemos judíos que son éticamente sobresalientes, nobles y rectos. Uno puede amar más a su propia nación, pero no puede odiar a nadie. Ni siquiera a los Judios. (...) está prohibido demoler una tienda judía, dañar su mercadería, romper ventanas o tirar cosas a sus casas (...) está prohibido agredir, golpear, mutilar o calumniar a los judíos. Uno debe honrar y amar a los judíos como seres humanos y vecinos.
Todos estos argumentos han sido usados a favor o en contra del cardenal Hlond. Varias asociaciones judías polacas han denunciado el profundo sesgo existente sobre estas declaraciones del prelado polaco, definiéndolas como una "racionalización del antisemitismo". Esto ha influido especialmente en el proceso de canonización del cardenal Hlond, el cual está ya en la fase papal, proceso que no ha estado exento de controversia. Sin embargo, declaraciones del mismo calibre pueden encontrarse en pastorales de diferentes obispos del periodo de entreguerras como Kakowski en Varsovia, el príncipe-arzobispo Sapieha en Cracovia y otros más.

## Causa de canonización
La arquidiócesis de Varsovia abrió su causa de canonización en 1992. Después de pasar la fase diocesana, el papa Francisco determinó su estatus de venerable en 2018.
| Predecesor: Edmund Dalbor                                    | Arzobispo de Gniezno y Poznan 1926-1946   | Sucesor: Walenty Dimek, como Arzobispo de Poznan |
| Predecesor: Aleksander Kakowski (como Arzobispo de Varsovia) | Arzobispo de Gniezno y Varsovia 1946-1948 | Sucesor: Stefan Wyszinski                        |
| Predecesor: Nueva creación                                   | Obispo de Katowice 1925-1926              | Sucesor: Arkadiusz Lisiecki                      |